# Eupithecia lachrymosa
Eupithecia lachrymosa là một loài bướm đêm trong họ Geometridae.